# Планинска неразделка
Планинската неразделка (Agapornis taranta) е вид птица от семейство Папагалови (Psittaculidae). Видът е незастрашен от изчезване.

## Разпространение
Разпространен е в Еритрея и Етиопия.